# Stowarzyszenie Osób Eleganckich i Wprowadzających Dobry Nastrój
Stowarzyszenie Osób Eleganckich i Wprowadzających Dobry Nastrój (SAPE) – reprezentuje styl ubierania się pochodzący z Konga (Republiki Konga i Demokratycznej Republiki Konga). Prąd ten jest porównywany do dandyzmu. Zwolenników tej mody, ubierających się w ten sposób u cenionych krawców, nazywa się sapeurs.

## Historia

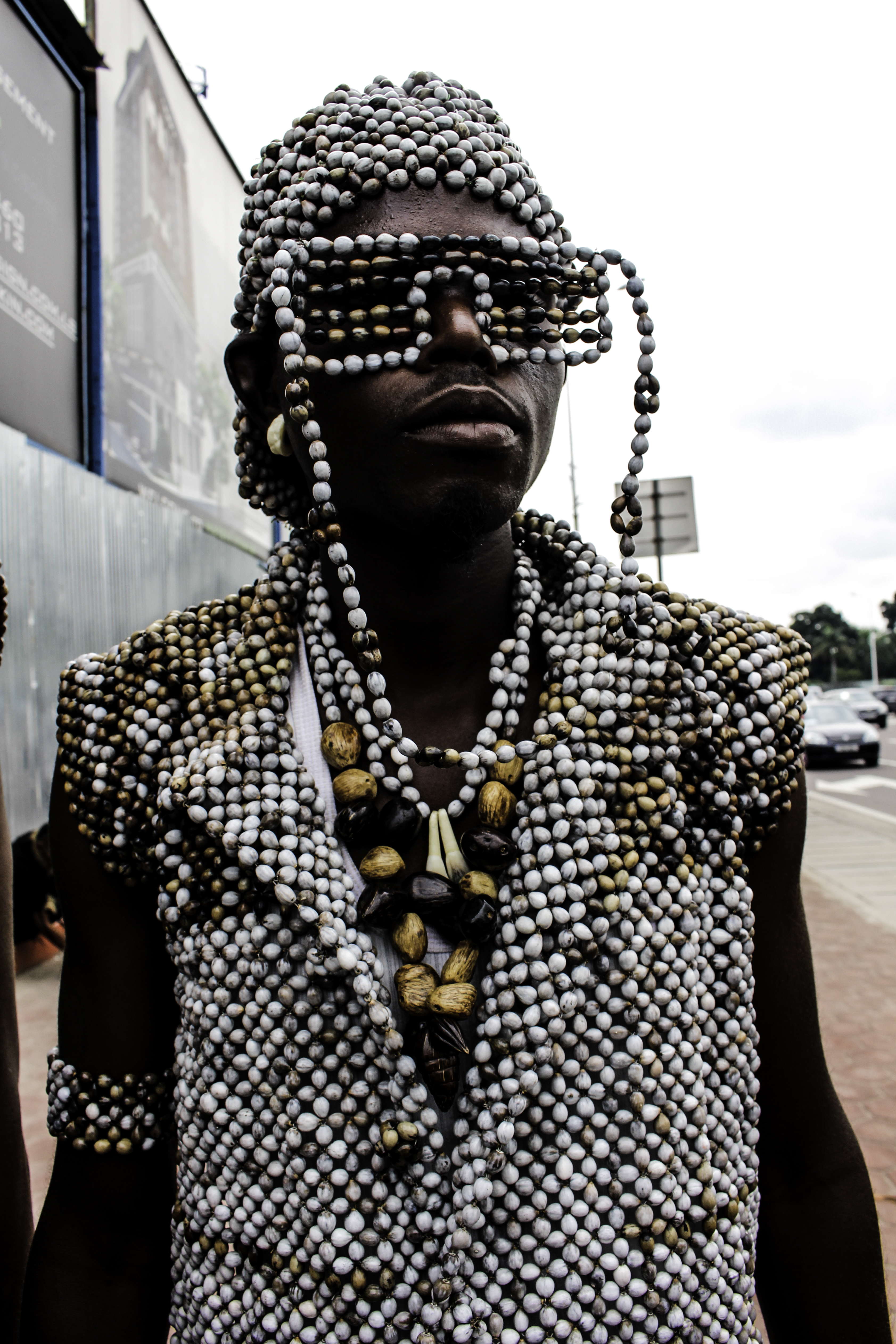
Sapeur z Kinszasy

Dbałość o wygląd była obecna w kulturze Konga już od XVI wieku. Lud Ba-Kongo, zajmujący się tkactwem, bardzo wcześnie zaczął przywiązywać dużą wagę do sztuki ubioru. Strój różnił się w zależności od statusu społecznego i okoliczności.
Pochodzenie SAPE jest mało znane. Sapeurs, mniej lub bardziej, uważają się za spadkobierców europejskich dandysów z XIX wieku. Naśladowanie kolonizatora poprzez przejęcie jego stylu ubioru i zachowań, z jednej strony miało na celu wejście do wyższych sfer, a z drugiej strony wyrażało chęć bycia podziwianym przez pozostałą część społeczeństwa. SAPE zaczęło stawać się popularne w latach 60. XX wieku w Brazzaville i Kinszasie, później spopularyzowało się w diasporze kongijskiej we Francji i w Belgii.
SAPE ma także wymiar polityczny. Po uzyskaniu niepodległości przez Kongo Belgijskie, dyktator DRK, Mobutu Sese Seko, wprowadził „politykę autentyczności”, która zakładała uwolnienie się od zachodnich praktyk. Tak zwana polityka abacost (dosł. precz z garniturem) promowała ubranie bez kołnierza i krawata, które były uznawane za oznakę poddania się kulturze kolonialnej. Zniesiono ją dopiero w 1990 roku. W ten sposób pojawienie się SAPE w latach siedemdziesiątych XX w. stało się ponownym przejęciem kodów kulturowych kolonizatora (kolorowe ubrania, garnitury z krawatem, itp.), w celu podważenia autorytarnej władzy Mobutu, zwłaszcza wśród uchodźców z diaspory w Château-Rouge, w 18. dzielnicy Paryża.
Za twórcę słowa „SAPE” uznaje się Christiana Loubakiego, który pracował jako złota rączka w luksusowej 16. dzielnicy Paryża. Loubaki obserwował, jak ubierają się jego pracodawcy i korzystał ze starych ubrań, które od nich dostawał. W 1978 roku Christian Loubaki, razem z Koffinem Massambą, otworzył  w Bacongo (najbardziej zdominowanej przez kulturę SAPE dzielnicy Brazzaville) pierwszy sklep, La Saperie. Innym znanym przedstawicielem sapologii jest Stervos Niarcos, założyciel kultu Kitendi (w języku lingala „tkanina” lub „materiał”).
Papa Wemba, członek ruchu Kitendistów, jest uważany przez mieszkańców Kinszasy za ostatniego lidera. Już w 1979 roku jego piosenka Matebo mówiła o kulturze SAPE.
Pierwsze badanie socjologiczne zostało przeprowadzone w 1984 r. przez Justina-Danuela Gandoulou. W filmie Black Mic-Mac z 1986 roku jest również fragment ukazujący konkurs sapeurs w Paryżu, zatytułowany „Proklamacja”, zorganizowany przez Papę Wembę i Stervosa Niarcosa, m.in. z udziałem Dra Limane'a i „Roi de la Sape” („Króla SAPE”), Djo Balarda.

## Sapologia

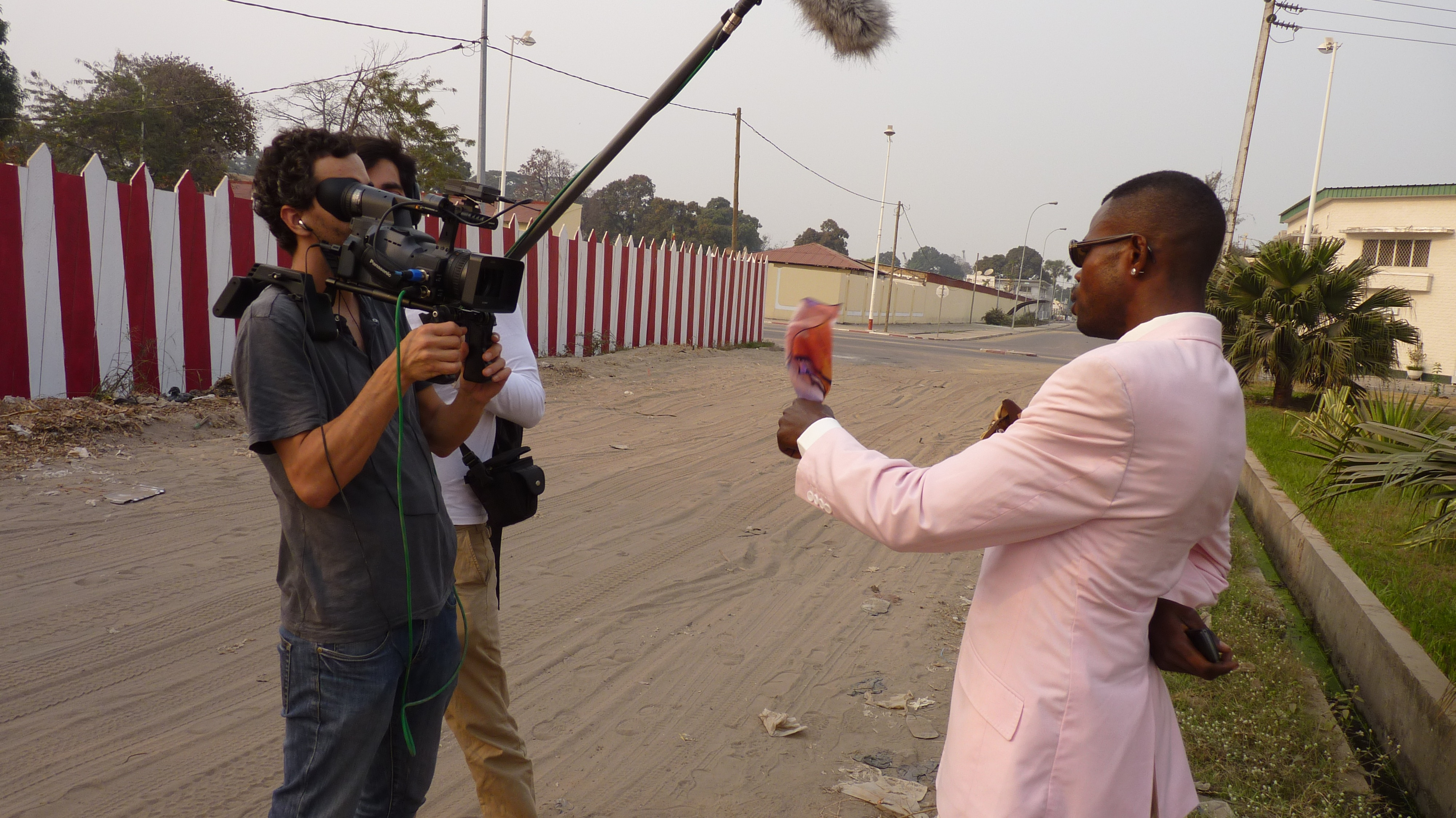
Kręcenie filmu Niedziela w Brazzaville (2010)

Rozróżnia się dwa typy sapeurs: ruch Christiana Loubaki, z cechami burżuazyjnego dandyzmu z XIX i początku XX wieku, oraz Stowarzyszenie Osób Eleganckich i Wprowadzających Dobry Nastrój, które Ley Mamadou opisywał w latach 1983-84. Dla tych pierwszych, sposób bycia definiuje się poprzez sposób ubierania się w stylu zachodnim. Jeśli chodzi o drugi typ sapeurs, jest to moda ekstrawagancka, na pokaz, często w jaskrawych kolorach.
SAPE to prawdziwa subkultura, posiadająca własne standardy i wartości. Podczas gdy niektórzy postrzegają ten ruch bardziej jako pełnoprawną ideologię niż jako zwykłą subkulturę, inni, na przykład jeden z głównych przedstawicieli ruchu, Ben Mukasha, uważają sapologię za „naukę, sztukę i kulturę”.
Sapeurs rozpoznaje się po wyrafinowanych i barwnych strojach, jak i ekstrawaganckim zachowaniu. Noszą ubrania i akcesoria luksusowych marek, mimo że wielu z nich doświadcza ubóstwa: chodzi o to by poświęcić swój poziom życia, aby wyglądać elegancko. Celem jest bycie tak widocznym i rozpoznawalnym jak to tylko możliwe. Nawet niektórzy afrykańscy prezydenci i politycy podążają za ideologią SAPE, chociaż się do tego nie przyznają. Modne ubieranie się jest ostentacyjnym oznaką prestiżu.
Sapologii towarzyszy konkurencja pomiędzy jej zwolennikami. Każdy musi umieć uzasadnić swój styl ubierania i bronić go przed konkurentami. Sapeurs dosłownie stają się aktorami i kreują swoją karykaturalną postać, wymyślają dla siebie pseudonimy i nazwiska sceniczne. Ważnym aspektem ruchu SAPE jest sztuka aktorska: nietypowe pozy, sposób poruszania się, gestykulacja i wyszukane słownictwo.
Jednocześnie sapeurs są bardzo krytykowani w społeczności kongijskiej, uważa się ich za oderwanych od rzeczywistości. Kult ubioru praktykowany przez sapeurs wydaje się całkowicie niewłaściwy ze względu na ich często trudną sytuację materialną. Oskarża się ich także o robienie wokół siebie widowiska i wydawanie niebotycznych sum na ubrania w społeczeństwie, które ma wiele innych zmartwień natury ekonomicznej. Wytyka się im okazywaną próżność, pychę i pretensjonalność. Nawet w swoim środowisku bywają oskarżani o ekstrawagancję przez bardziej powściągliwych członków ruchu.

## Szał medialny
Kultura SAPE staje się coraz bardziej znana, szczególnie we Francji i w Belgii, krajach, w których odsetek ludności pochodzenia kongijskiego jest wysoki. Zainteresowanie tym ruchem jest szeroko rozpowszechniane przez zachodnie media, które przejmują tę pochodzącą z daleka kulturę. Reportaż Enquête Exclusive wyemitowany na kanale M6 w 2011 roku znacznie przyczynił się do rozpowszechnienia tej subkultury wśród francuskich odbiorców. Osobistości takie jak Antoine de Caunes czy raper Maître Gims, który zdobył pierwszą nagrodę na Victoires de la musique ze swoim przebojem „Sapés comme jamais,” znacząco przyczyniły się do popularyzacji sapologii w latach 2015 i 2016. Piosenkarz Stromae dał się także wciągnąć w zabawę sapeurs dając się ubrać przez kilku z nich podczas jednej z tras w Kongo Brazzaville. W tamtych latach popularne były także programy telewizyjne takie jak „C’est mon choix”, który gościł czołową postać paryskiego ruchu SAPE, Jocelyn Bachelor, czy „Les Rois du shopping”, którego pierwszą edycję wygrał Norbat de Paris.
Na fali popularności SAPE w 2015 roku odbyła się wystawa w Palais de Tokyo. „SAPE jest jak zakonnica, która chce, aby sapeur był kimś, kto myśli i angażuje się. Jest to więc forma oporu politycznego przeciwko swojej materialnej kondycji.”- skomentowała Rebecca Lamarche, kurator wystawy.
Héctor Mediavilla spędził osiem lat swojego życia fotografując kluczowe postaci tego fenomenu kongijskiego, który przedstawił w swoim cyklu „SAPE: Society of Ambiancers and Elegant People”. Alain Mabanckou, kongijski pisarz, w następujący sposób analizuje pracę fotografa:
„Niektórzy postrzegają SAPE jako zwykły ruch młodych Kongijczyków, którzy ubierają się ostentacyjnie luksusowo, jednak zjawisko to wykracza poza nieuzasadnioną ekstrawagancję. Według samych sapeurs jest to estetyka całej osoby, inny sposób postrzegania świata i, do pewnego stopnia, społeczne żądanie młodzieży poszukującej punktu odniesienia. Ciało staje się więc wyrażaniem sztuki życia.”

## Dziesięć przykazań sapologii
Filozofii SAPE towarzyszy dziesięć podstawowych przykazań, które określają zachowanie sapeurs i ich wartości:
- Pierwsze przykazanie: Będziesz się modnie ubierał na ziemi wśród ludzi i w niebie z twoim Bogiem stwórcą.

- Drugie przykazanie: Będziesz poskramiał ngayas (nie znających), nbéndés (ignorantów), tindongos (mówiących bez celu) na ziemi, pod ziemią, w morzu i na niebie.

- Trzecie przykazanie: Wszędzie będziesz czcił idee sapologii.

- Czwarte przykazanie: Ścieżki sapologii są nieprzeniknione dla każdego sapologa nie znającego reguły trzech kolorów.

- Piąte przykazanie: Nie będziesz się poddawał.

- Szóste przykazanie: Przyjmiesz surowe zasady higieny ciała i czystości ubioru.

- Siódme przykazanie: Nie będziesz plemiennym szowinistą, ani nacjonalistą, ani rasistą, ani ksenofobem.

- Ósme przykazanie: Nie będziesz zuchwały ani brutalny.

- Dziewiąte przykazanie: Będziesz postępował według zasad dobrego wychowania sapologów i będziesz szanował swoich przodków.

- Dziesiąte przykazanie: Poprzez swoją modlitwę i 10 przykazań, ty, sapolog, uczynisz sobie poddanymi ludy sapofobiczne.

## Znani sapeurs
- Rapha Bounzeki
- Papa Wemba